# Pierre Goudreault
Pierre Goudreault (* 27. Mai 1963 in Rouyn-Noranda, Québec, Kanada) ist ein kanadischer Geistlicher und römisch-katholischer Bischof von Sainte-Anne-de-la-Pocatière.

## Leben
Pierre Goudreault empfing am 18. Mai 1991 durch den Bischof von Rouyn-Noranda, Jean-Guy Hamelin, das Sakrament der Priesterweihe.
Am 8. Dezember 2017 ernannte ihn Papst Franziskus zum Bischof von Sainte-Anne-de-la-Pocatière. Der Erzbischof von Québec, Gérald Cyprien Kardinal Lacroix ISPX, spendete ihm am 10. März 2018 die Bischofsweihe; Mitkonsekratoren waren der emeritierte Bischof von Sainte-Anne-de-la-Pocatière, Yvon-Joseph Moreau OCSO, und der Bischof von Rouyn-Noranda, Dorylas Moreau.